# Regina Honu

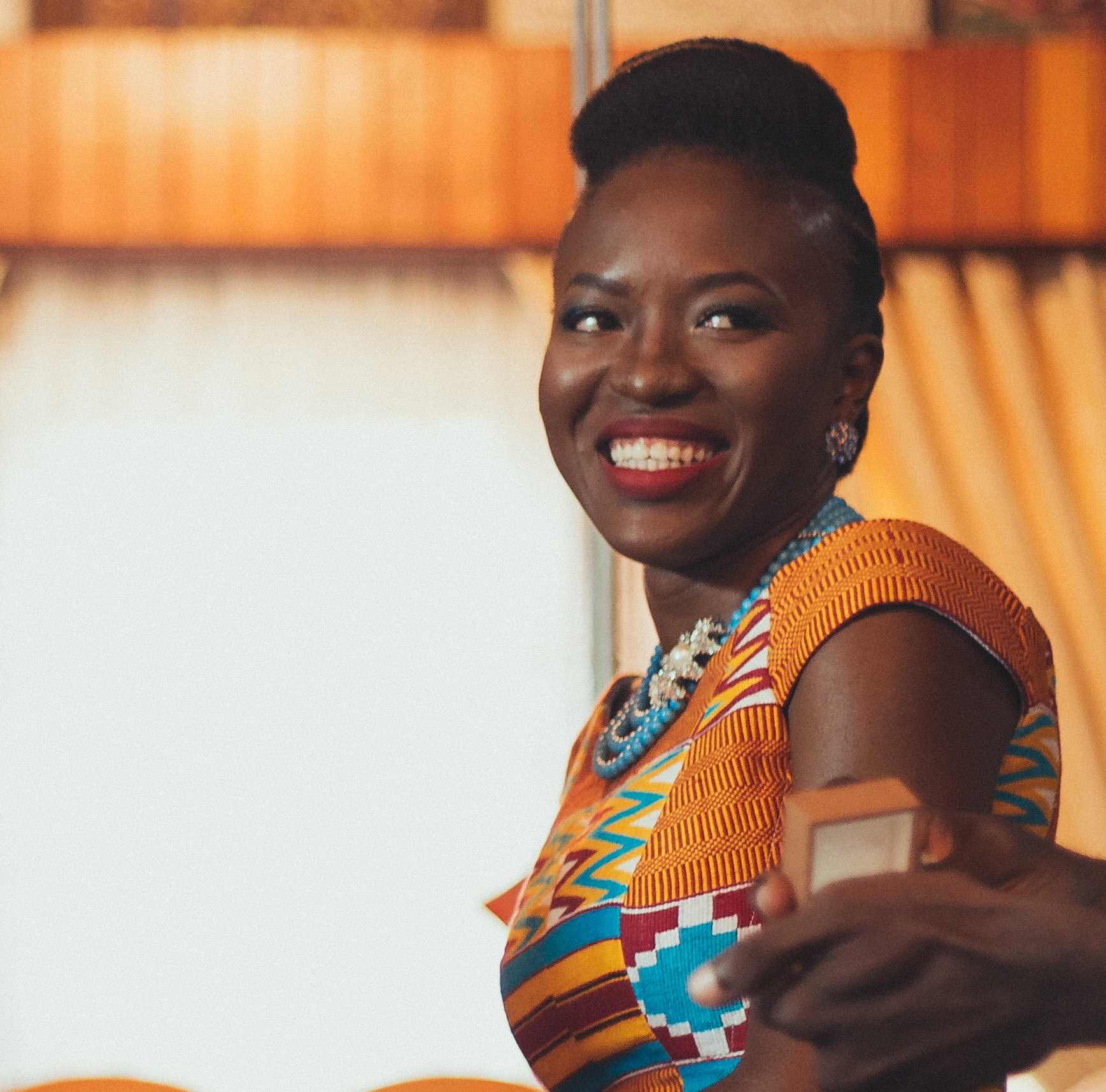
Regina Honu, 2015

Regina Honu (* 1. Januar 1983 in Kumasi, Ghana) ist eine ghanaische Softwareentwicklerin und Unternehmerin. Sie ist Gründerin von Soronko Solutions, einem Softwareentwicklungsunternehmen, und der Soronko Academy, der ersten Schule für Programmierung und Human-centered design für Kinder und junge Erwachsene in Westafrika.

## Leben und Werk

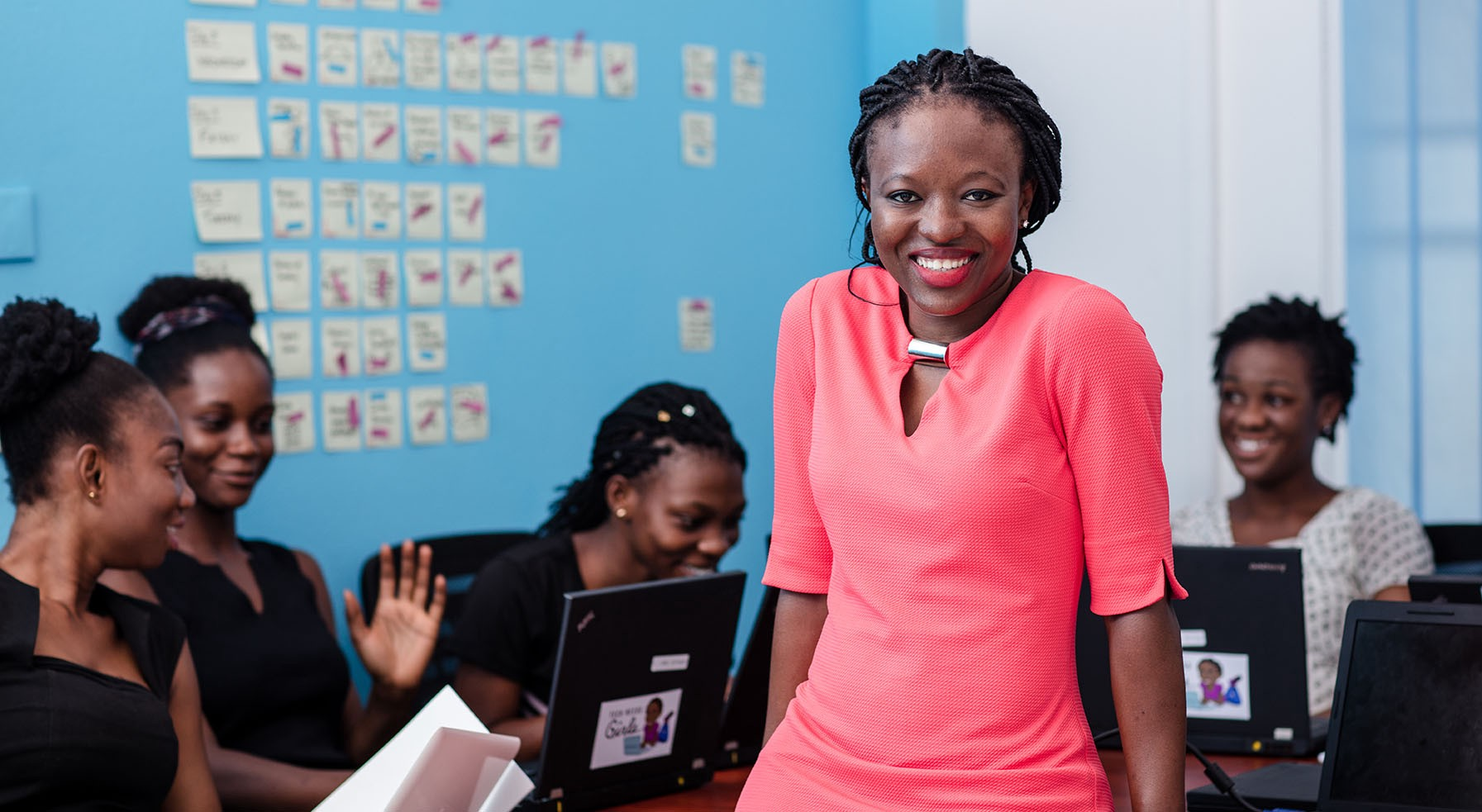
Regina Honu im Programmierunterricht für Mädchen

Honu wuchs in Accra auf und besuchte von 1999 bis 2001 die Holy Child Secondary School. Sie studierte danach nicht Medizin, sondern Softwareentwicklung an der Ashesi University. 2005 schloss sie ihr Studium dort mit einem Bachelor of Science in Computer Science ab. Nach ihrem Universitätsabschluss arbeitete sie in mehreren Banken und spielte eine Schlüsselrolle beim Aufbau der IKT-Abteilung und des E-Banking-Systems in zwei Banken. Während ihrer Tätigkeit bei einer der Banken wurde Regina eine Beförderung verweigert, weil sie eine Frau war.
Sie gründete ihr eigenes IKT-Beratungsunternehmen Soronko Solutions und rief 2012 den Gründungszweig des Unternehmens Tech Needs Girls ins Leben, um junge Mädchen zu ermutigen, sich mit IKT beschäftigen.
Mit dem Gewinn finanzierte Honu 2017 die Soronko Academy und bildet junge Frauen als Softwareentwicklerinnen aus. Die Tatsache, dass Frauen in der Branche gut verdienen, überzeugte mit der Zeit viele Menschen. Seitdem stieg die Teilnehmerzahl in ihrem Programm und 2021 trainierte die Soronko Academy rund 2500 Personen. Die Akademie wurde gegründet, um jungen Menschen, insbesondere Frauen, die technischen und sozialen Kompetenzen zu vermitteln, die sie für den gesellschaftlichen Erfolg benötigen, und um die technologische Kluft zwischen den Geschlechtern zu schließen. Honu gründete die Kampagne Tech Needs Females Ghana, deren Ziel es ist, mehr ghanaische Mädchen für eine Karriere im Technologiebereich zu schulen. Im Rahmen der Initiative wird Mädchen das Programmieren beigebracht.
Honu nahm am „Meeting of New Champions“ des Weltwirtschaftsforums in China teil und unterstützte dort mit ihrer Expertise und Erfahrung die Diskussion über Wissenschaft und Technologie. Sie ist Mitglied des Beirats einer Initiative zur Überarbeitung der UN-Kinderrechtskonvention, um einen Abschnitt über die digitalen Rechte von Kindern aufzunehmen.
Honu heiratete im November 2015 und bekam eine Tochter.
Am Welt-Autismus-Tag 2018 schloss sie sich mit den Autismus-Botschaftern Ghanas zusammen und organisierte eine Informationsveranstaltung. Im Rahmen dieser Zusammenarbeit entstand die Autism Aid App, ein Wegweiser für Familien mit autistischen Kindern, der fachkundige Beratung zur Pflege bietet.

## Auszeichnungen und Ehrungen (Auswahl)

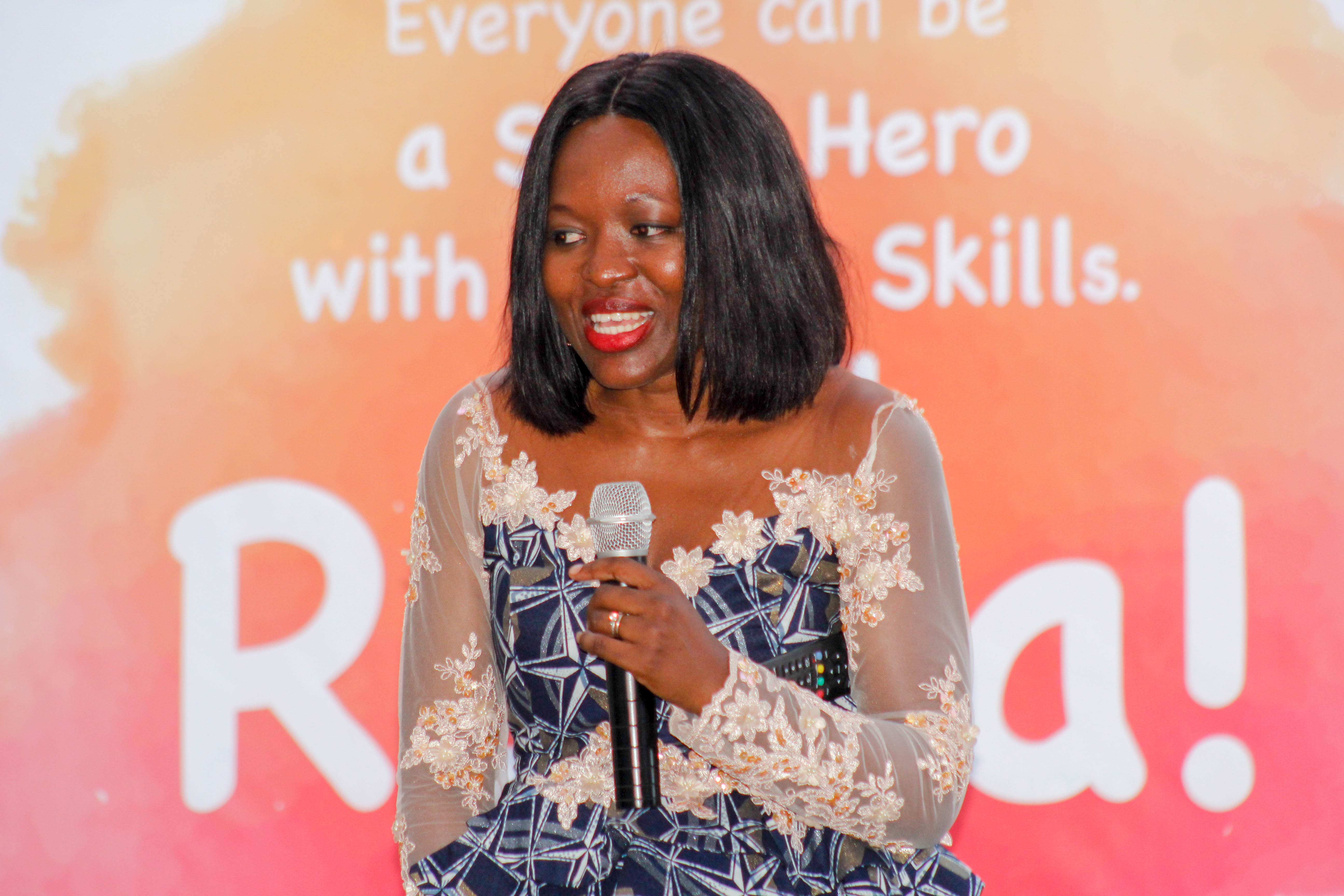
Regina Honu hält eine Präsentation bei der Einführung von Rama, 2019

- 2014: Ghana CSR Diary & Award für Tech Needs Girls[10]
- Ernennung zu einer der zwölf herausragenden Frauen, die MINT-Fächer von CNN revolutionieren
- 2016: Wahl zur VLISCO-Botschafterin des Jahres
- 2017: 100 Women (BBC): Genannt als eine der 100 inspirierendsten und einflussreichsten Frauen weltweit
- 2018: Anita Borg Institute Change Agent Award
- 2016: JCI Ten Outstanding Young Persons of the World
- Global Shaper des Weltwirtschaftsforums[11]